# Gornyy Sadovod
Gornyy Sadovod är en ort i Kazakstan.   Den ligger i oblystet Almaty, i den sydöstra delen av landet, 1 000 km söder om huvudstaden Astana. Gornyy Sadovod ligger 1 499 meter över havet och antalet invånare är 2 008.
Terrängen runt Gornyy Sadovod är kuperad åt nordväst, men åt sydost är den bergig. Runt Gornyy Sadovod är det glesbefolkat, med 18 invånare per kvadratkilometer. Närmaste större samhälle är Almaty, 14,6 km väster om Gornyy Sadovod. I omgivningarna runt Gornyy Sadovod växer i huvudsak blandskog.